# Kasteel Stevensweert
Kasteel Stevensweert was een kasteel te Stevensweert, gelegen aan het huidige Jan van Steffeswertplein 15-16.
Dit kasteel was de zetel van de heren van Stevensweert, waaronder de familie Van den Bergh. Reeds in de 12e of 13e eeuw was hier een donjon gebouwd. Eind 13e of begin 14e eeuw werd een vierkant kasteel op deze plaats gebouwd. Dit werd van 1538-1542 nog uitgebreid.
In 1599 was het kasteel al in verval, maar bij de belegering van 1702 werd het zeer zwaar beschadigd en daarna geleidelijk afgebroken. De kapel van het kasteel werd als Hervormde kerk in gebruik genomen en later werd ook deze gesloopt en door een ander kerkgebouw vervangen. Aan de zijgevel van het voormalig gouvernementshuis (van 1742) bevindt zich nog een muurrest van een ronde hoektoren van het kasteel, met speklagen van mergelsteen.